# Barcelona (음반)
| 전문가 평가          | 전문가 평가 |
| 평가 점수            | 평가 점수   |
| 출처                 | 점수        |
| -------------------- | ----------- |
| AllMusic             | [ 1 ]       |
| Entertainment Weekly | B           |

《Barcelona》는 1988년에 발매된 영국의 록 밴드 퀸의 프런트맨인 프레디 머큐리와 오페라 소프라노 몽세라 카바예가 녹음한 공동 스튜디오 음반이다.
바르셀로나가 1992년 하계 올림픽 개최지로 선정된 후, 머큐리는 다가오는 경기의 주제로서 곡을 쓰도록 접근했다. 도시 출신답게 카바예와 듀엣을 만들자는 생각이었다. 그는 그녀를 오랫동안 숭배해 왔고 그녀는 그의 재능을 매우 높이 존경하게 되었다. 그들은 머큐리와 마이크 모란이 작곡가로 창작에 앞장서는 등 음반 작업을 함께 하기로 결정했다. 머큐리와 모란은 머큐리가 몽세라의 파트들을 위한 가이드 보컬로 가성으로 노래하는 그녀의 음악 테이프를 만들어 보냈다. 두 사람은 좀처럼 만날 수 있는 일정이 없어 다른 장소에서 그녀의 파트를 녹음했다.
이 음반의 특별판은 2012년 9월 3일에 발매되었고, 신시사이저와 드럼 기계가 아닌 새로운 라이브 심포닉 오케스트레이션과 타악기로 이전 기악곡들을 대체한 새로운 버전의 음반을 특징으로 한다. 새 판은 또한 새로운 독특한 음반 커버를 가지고 있다.

## 곡 목록
모든 곡들은 특별한 언급이 없는 한 프레디 머큐리와 마이크 모란에 의해 작사/작곡하였다.
| #  | 제목                  | 작사·작곡                   | 재생 시간 |
| -- | --------------------- | --------------------------- | --------- |
| 1. | 〈Barcelona〉         |                             | 5:37      |
| 2. | 〈La Japonaise〉      |                             | 4:49      |
| 3. | 〈The Fallen Priest〉 | 머큐리, 모란, 팀 라이스     | 5:46      |
| 4. | 〈Ensueño〉           | 머큐리, 모란, 몽세라 카바예 | 4:27      |
| 5. | 〈The Golden Boy〉    | 머큐리, 모란, 라이스        | 6:04      |
| 6. | 〈Guide Me Home〉     |                             | 2:49      |
| 7. | 〈How Can I Go On〉   |                             | 3:51      |
| 8. | 〈Overture Piccante〉 |                             | 6:40      |